# Golling an der Salzach
Pour les articles homonymes, voir Golling.
Golling an der Salzach est une commune autrichienne du district de Hallein dans l'État de Salzbourg.